# 塞梅尼夫卡 (奧列克西伊夫卡市鎮)
49°26′37″N 36°2′16″E / 49.44361°N 36.03778°E
塞梅尼夫卡（烏克蘭語：Семенівка）是位於烏克蘭東部的村莊，由哈爾科夫州洛佐瓦區的阿列克西伊夫卡市鎮負責管轄。該村始建於1730年，面積0.94平方公里，海拔高度197米，2001年人口211，人口密度每平方公里225人。